# Sibnica (Žabari)
Sibnica (em cirílico: Сибница) é uma vila da Sérvia localizada no município de Žabari, pertencente ao distrito de Braničevo, na região de Braničevo. A sua população era de 352 habitantes segundo o censo de 2002.

## Demografia
| 1948  | 1953 | 1961 | 1971 | 1981 | 1991 | 2002 | 2011 |
| ----- | ---- | ---- | ---- | ---- | ---- | ---- | ---- |
| 1 013 | 996  | 946  | 830  | 735  | 574  | 407  | 352  |